# 黄蓉花
黄蓉花（学名：Dalechampia bidentata var. yunnanensis）为大戟科黄蓉花属下的一个变种。